# Liste der denkmalgeschützten Objekte in Maria Taferl
Die Liste der denkmalgeschützten Objekte in Maria Taferl enthält die 13 denkmalgeschützten, unbeweglichen Objekte der niederösterreichischen Marktgemeinde Maria Taferl im Bezirk Melk.

## Denkmäler
| Foto |                 | Denkmal | Standort                                          | Beschreibung | Metadaten |
| ---- | --------------- | --- | ------------------------------------------------- | --- | --- |
| ja   | Datei hochladen | Kath. Pfarr- und Wallfahrtskirche Schmerzhafte Mutter Gottes, Maria Taferl HERIS-ID: 50199 Objekt-ID: 54927 | neben Maria Taferl 1 Standort KG: Maria Taferl    | Die Wallfahrtskirche Maria Taferl, weithin sichtbar auf einer Terrasse über dem Donautal gelegen, ist ein frühbarocker, nach Norden orientierter Bau über kreuzförmigem Grundriss. Der Bau wurde 1660 begonnen und 1711 fertiggestellt. | BDA-Hist.: Q2542886 Status: § 2a Stand der BDA-Liste: 2025-06-30 Name: Kath. Pfarr- und Wallfahrtskirche Schmerzhafte Mutter Gottes, Maria Taferl GstNr.: .1 Wallfahrtskirche Maria Taferl |
| ja   | Datei hochladen | Pfarrhof und Kuratenhaus HERIS-ID: 50198 Objekt-ID: 54926                                                   | Maria Taferl 1 Standort KG: Maria Taferl          | Das Kuratenhaus an der Westseite der Kirche ist ein langgestreckter, zweigeschoßiger Barockbau von 1708, der 1716 aufgestockt wurde. Seine 15-achsige Front verfügt über zwei Portalvorhallen mit Rundgiebeln und Rundbogenportalen. | BDA-Hist.: Q1628320 Status: § 2a Stand der BDA-Liste: 2025-06-30 Name: Pfarrhof und Kuratenhaus GstNr.: .2 Pfarrhof Maria Taferl                                                           |
| ja   | Datei hochladen | Pfarrsaal/ehem. Mesnerhaus HERIS-ID: 93612 Objekt-ID: 108669                                                | Maria Taferl 1 Standort KG: Maria Taferl          | Rund um die 1660 begonnene Wallfahrtskirche entstanden im Laufe der Zeit verschiedene Nebengebäude, darunter auch das Mesnerhaus. In jüngerer Zeit fand dieses Gebäude als Pfarrsaal Verwendung. | BDA-Hist.: Q37762617 Status: § 2a Stand der BDA-Liste: 2025-06-30 Name: Pfarrsaal/ehem. Mesnerhaus GstNr.: .5 Ehem. Mesnerhaus Maria Taferl                                                |
| ja   | Datei hochladen | Haus mit mechanischer Krippe HERIS-ID: 47056 Objekt-ID: 49578                                               | Maria Taferl 7 Standort KG: Maria Taferl          | Die mechanische Krippe besteht aus über 300 Einzelteilen. Sie zeigt die Geschichte von Maria Taferl und Darstellungen aus der Bibel. | BDA-Hist.: Q38025400 Status: Bescheid Stand der BDA-Liste: 2025-06-30 Name: Haus mit mechanischer Krippe GstNr.: .34 Haus mit mechanischer Krippe Maria Taferl                             |
| ja   | Datei hochladen | Volksschule HERIS-ID: 69224 Objekt-ID: 82273                                                                | Maria Taferl 32 Standort KG: Maria Taferl         | | BDA-Hist.: Q38121913 Status: § 2a Stand der BDA-Liste: 2025-06-30 Name: Volksschule GstNr.: .6 Volksschule Maria Taferl                                                                    |
| ja   | Datei hochladen | Pfarrgarten mit Ummauerung und Pavillon HERIS-ID: 93618 Objekt-ID: 108675                                   | Maria Taferl 2, neben Standort KG: Maria Taferl   | Der etwa drei Hektar große Klostergarten, der bereits 1681 als Obst- und Küchengarten erwähnt wurde, ist in vier Terrassen angelegt und bietet eine weitläufige Aussicht auf die Umgebung. Seine Mittelachse führt (in absteigender Reihenfolge) vom Gartenpavillon über eine Treppe zum Brunnen und zur Mariensäule. | BDA-Hist.: Q37762637 Status: § 2a Stand der BDA-Liste: 2025-06-30 Name: Pfarrgarten mit Ummauerung und Pavillon GstNr.: 7 Pfarrgarten Maria Taferl                                         |
| ja   | Datei hochladen | Bildstock, Breitpfeiler HERIS-ID: 94296 Objekt-ID: 109441                                                   | Standort KG: Maria Taferl                         | Der Breitpfeiler auf dem Weg zur Wallfahrtskirche stammt aus dem 18./Anfang 19. Jahrhundert, mit einem Pietàbild aus dem 19. Jahrhundert. | BDA-Hist.: Q37764025 Status: § 2a Stand der BDA-Liste: 2025-06-30 Name: Bildstock, Breitpfeiler GstNr.: 44 Breitpfeiler Maria Taferl                                                       |
| ja   | Datei hochladen | Bildstock, Wiener Kreuz HERIS-ID: 94297 Objekt-ID: 109442                                                   | Standort KG: Maria Taferl                         | Der am östlichen Ortsanfang gelegene Bildstock wurde um 1770 errichtet. Im durch Gesims abgesetzten Giebelfeld befindet sich eine Nische mit Strahlenkreuz und Malerei Auge Gottes. 1996 restauriert. | BDA-Hist.: Q37764033 Status: § 2a Stand der BDA-Liste: 2025-06-30 Name: Bildstock, Wiener Kreuz GstNr.: 84/9                                                                               |
| ja   | Datei hochladen | Bildstock HERIS-ID: 69225 Objekt-ID: 82274                                                                  | Standort KG: Maria Taferl                         | Die in klassizistischem Stil ausgeführte Tabernakelsäule wurde um 1780 errichtet. Sie ist etwa vier Meter hoch, hat ein quaderförmiges Postament mit seichten Nischen und darauf eine toskanische Säule, die sich nach oben verjüngt. Die Säule trägt ein würfelförmiges Tabernakel mit Heiligenbildern an allen vier Seiten. | BDA-Hist.: Q38121924 Status: § 2a Stand der BDA-Liste: 2025-06-30 Name: Bildstock GstNr.: 125 Bildstock Maria Taferl                                                                       |
| ja   | Datei hochladen | Figurenbildstock Korneuburger Kreuz HERIS-ID: 69218 Objekt-ID: 82267                                        | Standort KG: Maria Taferl                         | Das etwa 5,6 Meter hohe Denkmal wurde um 1750 zum Dank für die Errettung vor der Pest errichtet und 1787 erstmals als „Korneuburger Kreuz“ erwähnt. Da es unter anderem als Pilgertreffpunkt diente, wurde es auch als Urlauberkreuz bezeichnet. Die barocke Säule aus Zogelsdorfer Muschelkalk hat einen quadratischen Schaft mit Volutenkapitell und trägt eine Pietà. Am Schaft sind verschiedene Heiligendarstellungen als Reliefs ausgeführt: im Norden der hl. Nikolaus, im Osten der hl. Rochus, im Süden der hl. Leopold und im Westen der hl. Sebastian. 2019 erfolgte eine Renovierung. | BDA-Hist.: Q38121870 Status: § 2a Stand der BDA-Liste: 2025-06-30 Name: Figurenbildstock Korneuburger Kreuz GstNr.: 2 Figurenbildstock Korneuburger Kreuz Maria Taferl                     |
| ja   | Datei hochladen | Kreuzwegstationen in Maria Taferl HERIS-ID: 69220 Objekt-ID: 82269                                          | Standort KG: Maria Taferl                         | Am Bußweg. Mit einem Relief von Heribert Rath aus dem Jahre 1962. Der Kreuzweg beginnt in Marbach an der Donau und setzt sich in Maria Taferl fort. | BDA-Hist.: Q38121875 Status: § 2a Stand der BDA-Liste: 2025-06-30 Name: Kreuzwegstationen in Maria Taferl GstNr.: 125, 177 Kreuzwegstationen in Maria Taferl                               |
| ja   | Datei hochladen | Gedenkstein, Taferlstein HERIS-ID: 69221 Objekt-ID: 82270                                                   | Maria Taferl 32, bei Standort KG: Maria Taferl    | Der sogenannte Taferlstein, welcher auch in der Bezeichnung des Ortes mitgenannt wird, steht an der Ostseite des Kirchenvorplatzes. Der vorchristliche Opferstein ist von einer runden Steinbalustrade, mit 1736 bezeichnet, umgeben. Der Opferstein stand bis 1744 vor dem Gnadenaltar im Kircheninneren, dann vor dem Haupteingang der Kirche und seit 1959 bei der Neugestaltung des Kirchenvorplatzes an dessen Ostseite. | BDA-Hist.: Q38121891 Status: § 2a Stand der BDA-Liste: 2025-06-30 Name: Gedenkstein, Taferlstein GstNr.: 125 Opferstein Maria Taferl                                                       |
| ja   | Datei hochladen | Kriegerdenkmal, Landesehrenmal HERIS-ID: 69223 Objekt-ID: 82272                                             | Maria Taferl 2, südlich Standort KG: Maria Taferl | Kapelle für die Gefallenen beider Weltkriege mit Kreuzigungsgruppe, unterhalb des Kirchenvorplatzes stehend. Innen auch an den Seiten Flachrelief von historischen Kriegszügen von Heribert Rath aus dem Jahr 1962. | BDA-Hist.: Q38121900 Status: § 2a Stand der BDA-Liste: 2025-06-30 Name: Kriegerdenkmal, Landesehrenmal GstNr.: 125 Kriegerdenkmal Landesehrenmal Maria Taferl                              |